# Noryt
Noryt – magmowa skała głębinowa, należąca do grupy skał zasadowych, odmiana gabra. W składzie mineralnym przeważają kryształy plagioklazów oraz piroksenów rombowych (hipersten), poza tym występują niewielkie ilości oliwinu i hornblendy. Barwa ciemnozielona lub czarna. Zalega w prekambryjskich skałach podłoża północno-wschodniej Polski.